# FC MEN
Az FC MEN a dél-koreai Suwon Samsung Bluewings labdarúgóklub színészekből, énekesekből és modellekből álló sztárcsapata, mely jótékonysági mérkőzéseken vesz részt. A csapat 2011-ben lett hivatalosan a Bluewings része és viseli a klub mezét. A csapat kapitánya a JYJ együttes énekese, Kim Dzsunszu (Kim Junsu),  tiszteletbeli edzője a Bluewings kapusa, Csong Szongnjong (Jeong Seong-ryong). Az FC MEN 2011-ben megnyerte a Peace Stars Cupot a Miracle FC csapatával szemben..

## Játékoskeret
{{Több kép}}: nincs elég kép
| #   |           | Poszt | Név                               |
| --- | --------- | ----- | --------------------------------- |
| 1   | Dél-Korea | K     | Im Jongphil (Im Young-phil)       |
| 3   | Dél-Korea | V     | Jun Gvangszon (Yun Gwang-seon)    |
| 5   | Dél-Korea | CS    | Jang Joszob (Yang Yo-seob)        |
| 7   | Dél-Korea | KP    | I Van (Lee Wan)                   |
| 8   | Dél-Korea | CS    | Csi Cshanguk (Ji Chang-uk)        |
| 9   | Dél-Korea | CS    | Kim Hjondzsung (Kim Hyeon-jung)   |
| 10  | Dél-Korea | CS    | I Gigvang (Lee Gi-kwang)          |
| 11  | Dél-Korea | CS    | Seungri                           |
| 12  | Dél-Korea | CS    | XIA (kapitány)                    |
| 15  | Dél-Korea | V     | Kim Dzsunho (Kim Junho)           |
| 17  | Dél-Korea | KP    | Jun Gjongsik (Yun Gyeong-sik)     |
| 18  | Dél-Korea | V     | Pak Szonggvang (Park Seong-gwang) |
| 19  | Dél-Korea | CS    | Im Szulong (Lim Seu-long)         |
| 20  | Dél-Korea | V     | Sim Dzsihvan (Sim Ji-hwan)        |
| 22  | Dél-Korea | V     | Szo Kjongdzsong (Seo Gyeong-jong) |
| 23  | Dél-Korea | K     | Im Bjonghan (Im Byeong-han)       |
| 25  | Dél-Korea | V     | Csong Dzsiman (Jeong Ji-man)      |
| 28  | Dél-Korea | V     | Sin Szongjong (Sin Seong-yong)    |
| 29  | Dél-Korea | CS    | Csong Dzsinun (Jeong Jin-un)      |
| 32  | Dél-Korea | KP    | Jun Dudzsun (Yun Du-jun)          |
| 34  | Dél-Korea | V     | Pak Csongdzse (Park Jeong-jae)    |
| 36  | Dél-Korea | V     | Jongin (Yong-in)                  |
| 100 | Dél-Korea | V     | Kang Hanszung (Kang Han-seung)    |